# 卢瓦夫尔
卢瓦夫尔（法語：Loivre，法語發音：[lwavʁ]）是法国马恩省的一个市镇，位于该省西北部，属于兰斯区。

## 地理
卢瓦夫尔（49°20'46"N, 3°58'47"E）面积10.24 平方千米，位于法国大東部大區马恩省，该省份为法国东北部内陆省份，北起阿登省，西北接埃纳省，西南接塞纳-马恩省，南至奥布省，东南接上马恩省，东临默兹省。
与卢瓦夫尔接壤的市镇（或旧市镇、城区）包括：贝尔梅里库尔、科鲁瓦莱埃蒙维尔、库尔西、埃蒙维尔、蒂勒、维莱弗朗克。

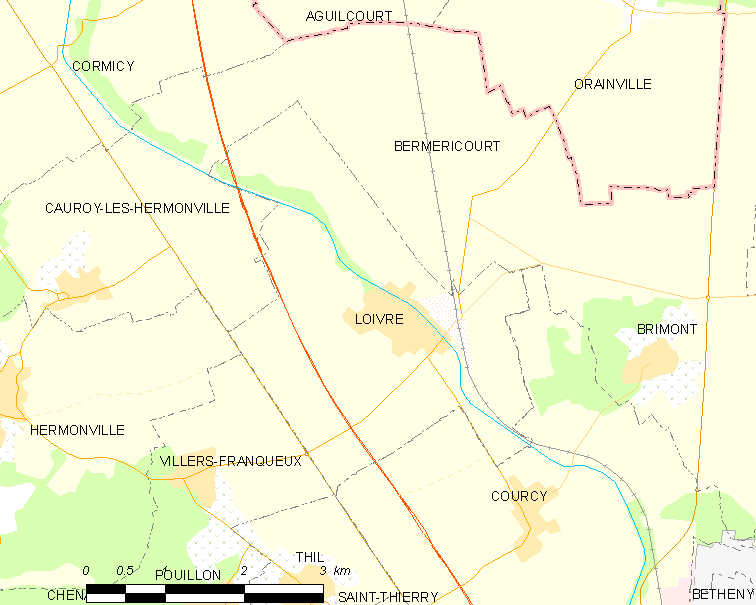
卢瓦夫尔的OSM定位图

卢瓦夫尔的时区为UTC+01:00、UTC+02:00（夏令时）。

## 行政
卢瓦夫尔的邮政编码为51220，INSEE市镇编码为51329。

## 政治
卢瓦夫尔所属的省级选区为勃艮第-弗雷讷县。

## 人口

1962-2008年间卢瓦夫尔人口变化图示

卢瓦夫尔于2022年1月1日时的人口数量为1438人。